# 鹿児島貨物ターミナル駅
鹿児島貨物ターミナル駅（かごしまかもつターミナルえき）は、鹿児島県鹿児島市浜町にある日本貨物鉄道（JR貨物）の貨物駅。営業キロ上は、九州旅客鉄道（JR九州）の鹿児島駅と同一地点にある。

## 歴史
- 1901年（明治34年）6月10日：国有鉄道の鹿児島駅が開業。
- 1987年（昭和62年）4月1日：国鉄分割民営化により、鹿児島駅はJR九州・JR貨物が継承。
- 2004年（平成16年）3月13日：JR貨物の鹿児島駅が鹿児島貨物ターミナル駅に改称[1]。コンテナホームを駅の東側に広がる旧鹿児島機関区、鹿児島客車区跡まで拡大。

## 駅構造

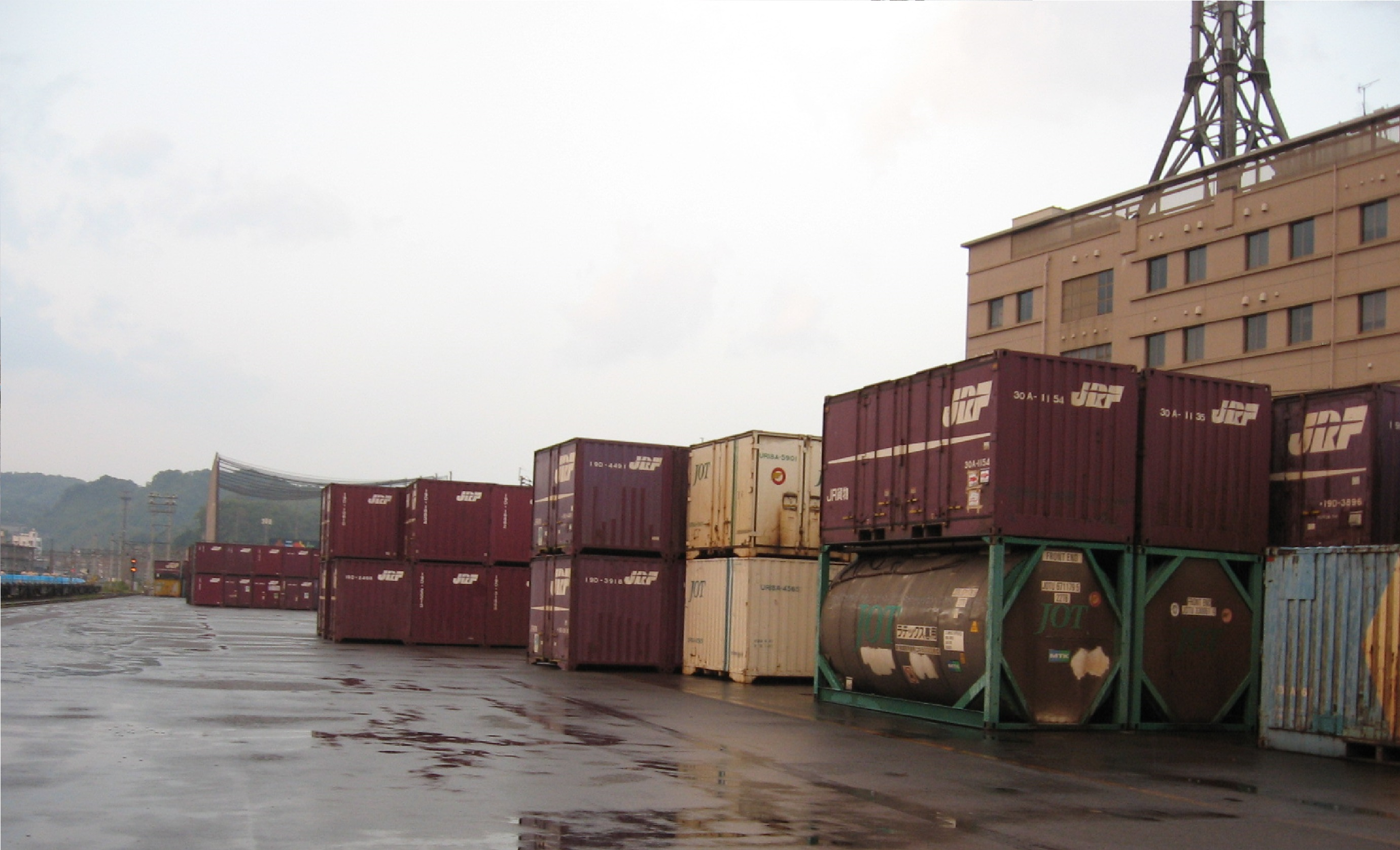
20ft海上コンテナから30ftまでの大型コンテナを取り扱える、日本最南端のコンテナ駅となる。（2009年5月）

当駅は、鹿児島駅構内の南側に広がる地上駅であるが、盛土などのかさ上げ造成はされていない、近隣の建物や道路と同じ平地に設置されている。
南西側（貨物駅入り口終点側）から北東側（入線側）に伸びる1面の島式コンテナホームと、両側に夫々1線（合計2線）のコンテナ荷役線および、その他に複数の仕分線がある。また2022年7月7日閲覧のグーグルアース情報では、両側の荷役線に各線で最大11両のコキ車（合計22両）が収容でき、さらにその真上には架線が一切張られていないので、トップリフターやフォークリフトなどの大型荷役機器が高さ制限なく自由に荷役作業ができる。なお、架線は牽引用機関車の位置となる実質12両目位置で途切れている。着発線は鹿児島駅と共用している。着発線に到着した列車は、着発線から仙巌園駅方面に伸びる引上線に入った後、駅の荷役線に推進運転で進入する構造となっている。
駅南側入り口脇に設けられた二階建ての駅社屋内には、荷役機器作業や機関車入れ替えを請負うジェイアール貨物・九州ロジスティクス鹿児島事業所や、コンテナ取り扱い通運各社の受付窓口のほか、営業窓口のJR貨物鹿児島営業所や乗務員区所の門司機関区鹿児島派出などの、関連事務所も設置されている。また駅前に面した片側二車線化された、幅広の鹿児島県道204号鹿児島停車場線からの進入路は、荷崩れなどのリスクを伴う線路を跨ぐ高架橋や地下道などではなく、何の障害もなく直接出入りできるなど、交通の便にも恵まれている。

## 取扱貨物
- 鉄道コンテナ貨物
  - 12ftコンテナ、20ft・30ft大型コンテナ及び、20ft海上コンテナを取り扱う。
- 産業廃棄物・特別産業廃棄物の取扱許可を得ている。
- 都城オフレールステーションへの中継駅となっている。

## 利用状況
出発便は積合せ貨物、馬鈴薯、焼酎などの酒類など、到着便は飼料米、菓子や砂糖、小麦粉などの食料工業品、積合せ貨物、石けんや樹脂などの化学工業品である。
- 2004年度
  - 発送 113,537トン、到着 176,944トン
- 2005年度
  - 発送 89,181トン、到着 170,701トン
- 2015年現在、毎日4往復の設定があり、内訳は大阪貨物・名古屋貨物の各ターミナルへ1往復ずつ、東京貨物ターミナルへ2往復であるが、馬鈴薯の出荷ピークとなる3月から5月末には東京便が1往復増発される。なお近年は、屋久島で製造される炭化ケイ素の発送も開始された。[5]

## 貨物列車
2019年3月改正時点では、以下の高速貨物列車が発着する。専用貨物列車の発着はない。
出発
- 1062列車 川内駅 → 北九州貨物ターミナル駅 → 岐阜貨物ターミナル駅 → 名古屋貨物ターミナル駅
- 2080列車 川内駅 → 岡山貨物ターミナル駅 → 大阪貨物ターミナル駅
- 4090列車 川内駅 → 北九州貨物ターミナル駅 → 東京貨物ターミナル駅

到着
- 1071列車 鳥栖貨物ターミナル駅 → 北九州貨物ターミナル駅
- 4091列車 福岡貨物ターミナル駅
- 4093列車 鳥栖貨物ターミナル駅 → 北九州貨物ターミナル駅
- 4097列車 福岡貨物ターミナル駅

トラック便は、都城オフレールステーションとの間に1日あたり5.5往復（出発5本・到着6本）が設定されている。

## 特記事項

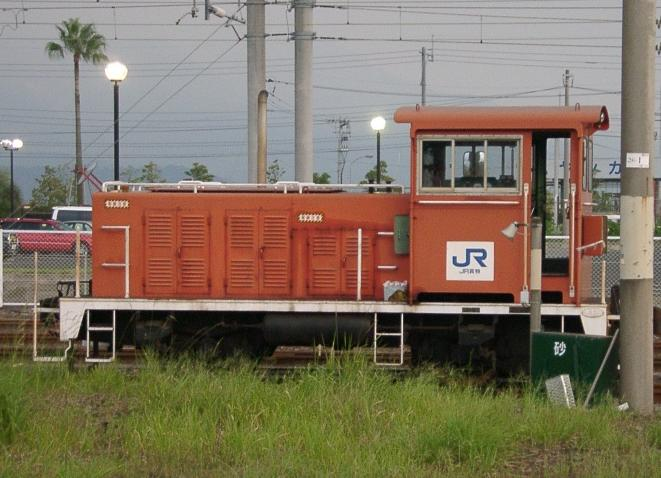
JR貨物が所有する、入換用の協三工業製20t級、小型機関車（2001年9月）

- かつてこの駅から中央市場付近まで単線非電化の貨物引込線が伸びていたが国鉄分割民営化までに撤去されている。
- 当駅西側の旧鹿児島貨物駅の一部跡地が鹿児島市に譲渡され市有地となったエリアに、市民公園「かんまちあ」が2016年10月21日に完成したことから、当ターミナル駅構内や作業風景を公園内から間近に見学することが出来るようになった。

## 隣の駅
九州旅客鉄道（JR九州）
鹿児島本線
鹿児島中央駅 - 鹿児島貨物ターミナル駅（鹿児島駅）